# Лейбористская партия Новой Зеландии
Лейбори́стская па́ртия Но́вой Зела́ндии (англ. Labour Party of New Zealand) — левоцентристская политическая партия, действующая в Новой Зеландии и входящая в число двух основных партий страны (вторая — Национальная партия) с 1935 года. С того момента насчитывается шесть периодов нахождения новозеландских лейбористов при власти с 11 премьер-министрами. Провозглашает демократический социализм, но обозревателями определяется как социал-демократическая и социально-либеральная. Лейбористы традиционно опирались на рабочих и профсоюзы, а также в целом городских избирателей, новозеландцев коренного (маори) и тихоокеанского происхождения.

## История

### Основание партии

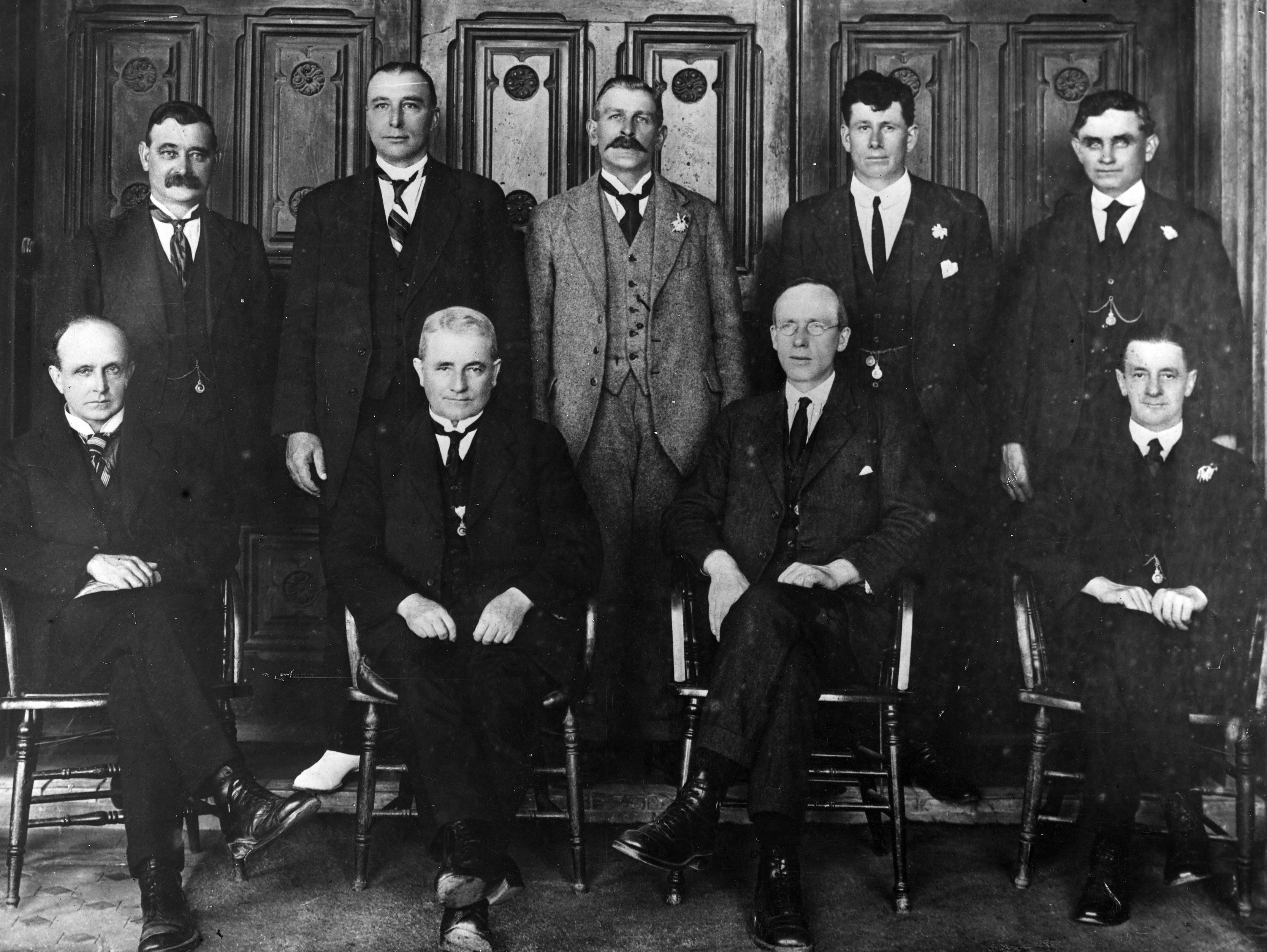
Депутаты от Лейбористской партии Новой Зеландии в 1922 году

Лейбористское движение, получившее основу из широко развивающегося в начале XX века рабочего движения в Великобритании, зародилось в Новой Зеландии в 1901 году.
Уже в 1916 году в Веллингтоне на конференции делегатов от Социал-демократической партии (основана в 1913 году на базе Социалистической партии), профсоюзов (Федерации объединенных рабочих Новой Зеландии, продолжения Федерации труда), Лейбористского представительного комитета и ряда мелких леворадикальных течений, отколовшихся от Либеральной партии, была сформирована Лейбористская партия. Таким образом, на сегодняшний день она является старейшей из существующих политических партий страны.
Многих видных членов новой партии в годы Первой мировой войны арестовало правительство за их открыто антивоенную позицию (в том числе за призывы к отмене всеобщей воинской обязанности). Однако участие уже в первых её национальных выборах в 1919 году позволило партии получить около четверти всех голосов избирателей и восемь мест в парламенте страны.
В начале существования партии в неё входили только коллективные члены, в первую очередь профсоюзы. Первоначально программа партии требовала социализации средств производства, национализацию земельных угодий и природных богатств, борьбу против всеобщей воинской повинности и расширение социального законодательства. Однако уже с 1920-х годах она всё меньше высказывалась против частной собственности на средства производства, отстаивая сугубо реформистский политический курс.

### Лейбористы приходят к власти

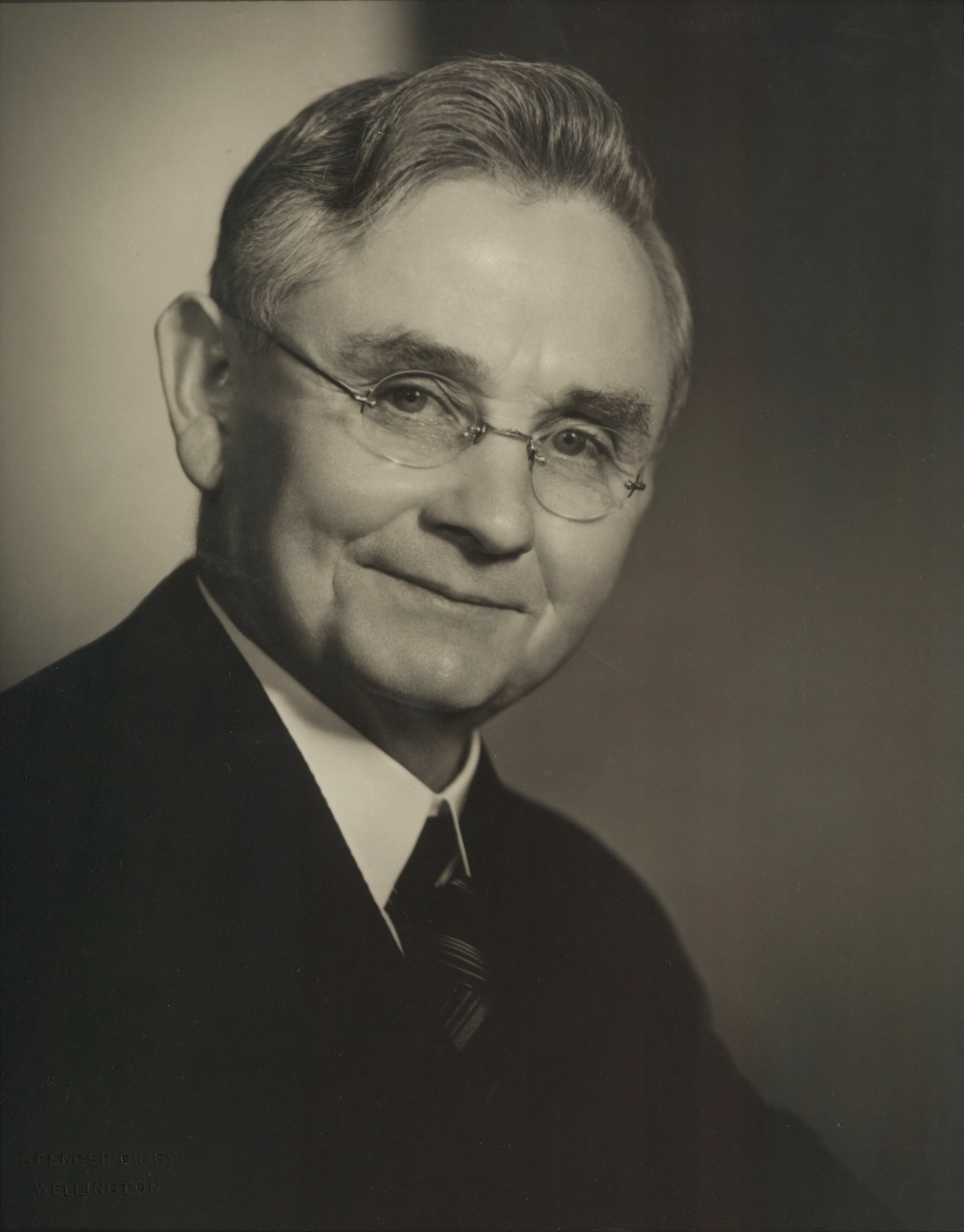
М. Дж. Сэвидж

В 1935 году партия одержала свою первую победу на выборах, и в том же году было сформировано первое лейбористское правительство, которое возглавил Майкл Джозеф Сэвидж (умер в 1940 году, и его заменил Питер Фрейзер). Лейбористская партия находилась во главе страны вплоть до 1949 года, регулярно получая большинство голосов на парламентских выборах (лучший результат — 55,82 % голосов в 1938 году).
Успеху лейбористов способствовали меры, направленные на борьбу с экономическим кризисом, в частности, ликвидация массовой безработицы. Кроме того, их правительство провело ряд других социально-экономических реформ, заложивших основу местного государства всеобщего благосостояния: введение всеобщей системы социального страхования и пенсий по старости, национализация Новозеландского банка, введение фиксированных социальных цен на молоко и ряд других продуктов питания, массовое жилищное строительство. Лейбористы также поддерживали права коренного населения, что позволяло им пользоваться поддержкой движения ратана у маори.
Однако партию раздирали разногласия между различными течениями, что приводило к расколам (например, созданию Демократической лейбористской партии исключённым из ЛПНЗ в 1940 году Джоном А. Ли, чья программа была смесью идей демократического социализма и социального кредита) и к электоральному поражению на выборах 1949 года.

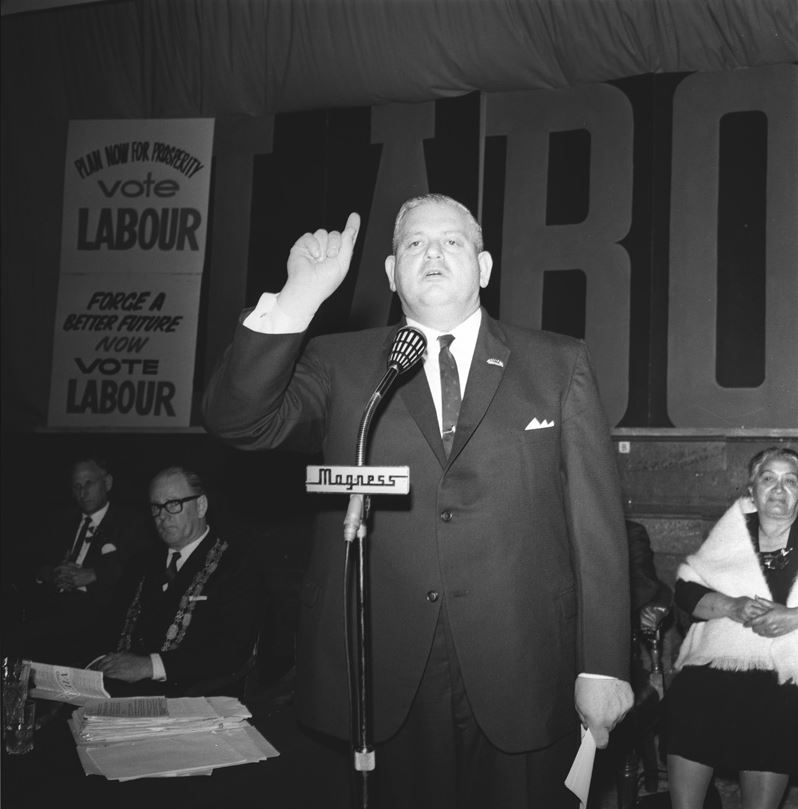
Запуск избирательной кампании лейбористов в 1966 году Норманом Кёрком, будущим премьером с 1972 до своей смерти в 1974

### Вторая половина XX века

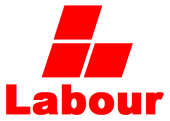
Эмблема Лейбористской партии в 1960—1990-х годах

Следующая победа на парламентских выборах была одержана в 1957 году, хотя «Чёрный бюджет» 1958 года, поднимавший акцизы на алкоголь, сигареты, топливо и автомобили, подорвал популярность партии. В итоге, лейбористы правили в 1957—1960 (премьер-министр Уолтер Нэш), 1972—1975 (третье лейбористское правительство под началом Нормана Кёрка, а затем Билла Роулинга) и 1984—1990 годах.
Первый премьер-министр последнего из этих кабинетов, Дэвид Лонги, получил известность в мире благодаря его международным кампаниям (среди них — солидарность с движением канаков на Новой Каледонии и сандинистским правительством Никарагуа, бойкот режима апартеида в ЮАР). Главная из них была направлена против ядерного оружия, а контролируемый лейбористами парламент одобрил «Акт о провозглашении Новой Зеландии безъядерной зоной, разоружении и контроле над вооружениями».
Вместе с тем, именно при Лонги министр финансов Роджер Дуглас начал осуществлять реформы неолиберального, монетаристского и свободнорыночного толка (называемые «Роджерономикой» по аналогии с «Рейганомикой»), включающие в себя широкую приватизацию государственного имущества и отмену тарифов и субсидий, вразрез с социал-демократическими партийными установками. Это вызвало резкую критику левого крыла — бывший лидер партии Джим Андертон покинул её и в 1989 году создал Новую лейбористскую партию Новой Зеландии, которая, в свою очередь, слилась с тремя меньшими силами («Зелёными», социально-кредитной Демократической партией и маорийской партией Мана Мотухаке) в партию Альянса.
Между премьер-министром Лонги и главой минфина Дугласом нарастала конфронтация, и хотя последний был в итоге удалён из правительства (и затем создал праволиберальную партию ACT), вскоре за ним последовал и черёд самого главы правительства, нарушившего своё обещание провести референдум о введении смешанной избирательной системы. В 1989 году его во главе лейбористского кабинета сменил Джеффри Палмер, однако ущерб, нанесённый антисоциальными реформами разрушил перспективы победы партии на выборах 1990 года, хотя за два месяца до них произошла очередная смена руководителя правительства лейбористов на Майка Мура. Попытка партии спасти ситуацию не увенчалась успехом и закончилась крупнейшим их поражением от Национальной партии.

## Текущее положение

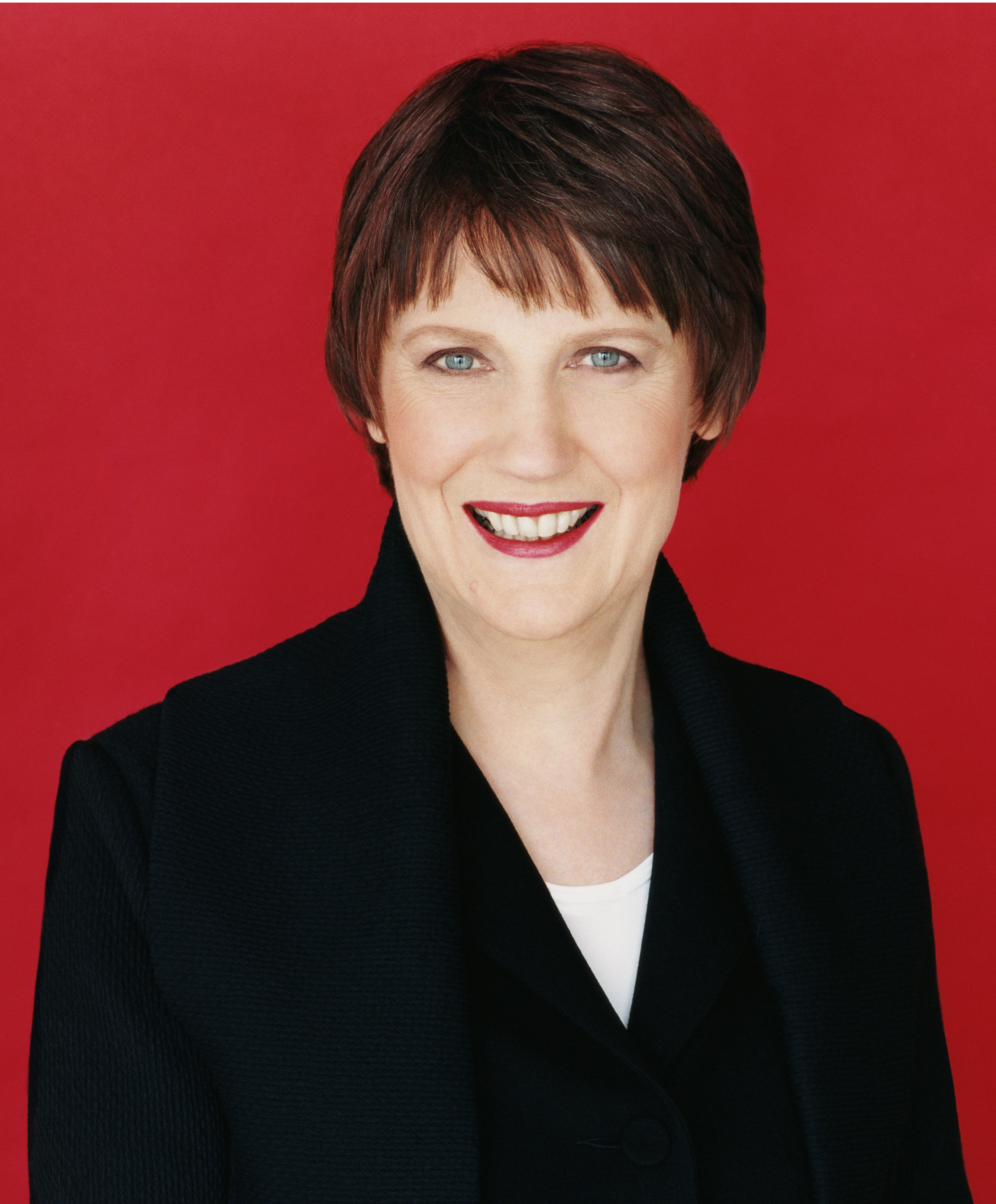
Хелен Кларк

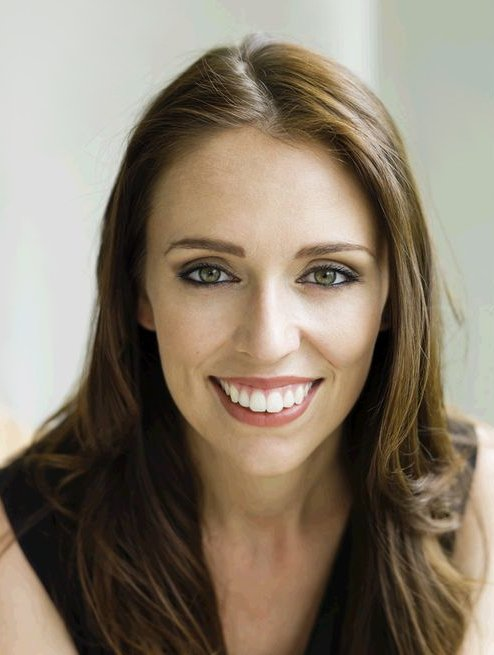
Джасинда Ардерн

В 1999, 2002 и 2005 годах партия последовательно одержала победы на парламентских выборах, и при власти оставалось лейбористское правительство Хелен Кларк. Однако конфигурация парламентских коалиций менялась. В 1999 году Лейбористская партия сформировала коалицию с партией Альянса, которая распалась три года спустя. После новых выборов лейбористы вошли в коалицию с Прогрессивной партией (фракцией старой партии Альянса) и сформировали правительство при поддержке партии «Единое будущее» и «зелёных».
Политика Кларк включала введение системы сбережений KiwiSaver, налоговые кредиты Working for Families для работающих лиц, повышение зарплат на 5 % в год, улучшение качества образования, расширение отпуска по уходу за ребёнком до 14 недель и введение института гражданских партнёрств как для разнополых, так и для однополых пар. В 2003 году кабинет Кларк осудил вторжение американских войск в Ирак, а премьер-министр заявила о «неизбежности» превращение Новой Зеландии в республику.
В 2004 году противостояние вокруг заявленных общинами маори прав на береговую полосу привело к отколу от Лейбористской партии лиц, основавших новую Партию маори. После выборов 2005 года парламентскую поддержку коалиции лейбористов с Прогрессивной партией обеспечивали партии «Единое будущее» и «Новая Зеландия превыше всего».
На выборах 8 ноября 2008 года партия уступила победу Национальной партии Новой Зеландии и ушла в оппозицию. Хелен Кларк, проиграв выборы, подала в отставку. На последовавших выборах 2011 и 2014 годов результат партии лишь ухудшался. Сменявшие друг друга партийные лидеры — Фил Гофф (2008—2011), Дэвид Ширер (2011—2013), Дэвид Канлифф (2013—2014) и Эндрю Литтл (2014—2017) — не смогли переломить ситуацию.
1 августа 2017 года новым лидером лейбористов стала Джасинда Ардерн. На парламентских выборах 23 сентября 2017 года партия существенно улучшила свой результат — до 36,9 % голосов и 46 депутатских мест. 19 октября того же года Джасинда Ардерн сформировала новое правительство в коалиции с партией «Новая Зеландия превыше всего» и при поддержке «Зелёных». Ардерн успешно руководила страной в условиях вызовов вроде теракта в мечетях Крайстчерча и пандемии COVID-19, приведя лейбористов к одному из лучших в истории результатов (более 50% голосов) на следующих выборах 2020 года, однако в 2023 году подала в отставку, и её партия проиграла выборы того года.
Лейбористская партия являлась постоянным участником Социалистического интернационала, ныне входит только в Прогрессивный альянс.